# Fjärde generationens reaktor
Fjärde generationens reaktor (Gen IV) är en benämning för sex olika typer av kärnreaktordesign, som valts ut som särskilt lovande för framtida reaktorer. De är för närvarande föremål för forskning. Reaktorerna avses användas i kärnkraftverk för att som i dag främst ta tillvara elektrisk energi från kärnbränslen.
Forskningen om dessa reaktorer initierades officiellt av samverkansprojektet ”Generation IV International Forum” (GIF), där man satte åtta skilda mål för ny teknik. De primära målen är att förbättra kärnsäkerheten, förbättra skyddet mot spridning av kärnvapenteknik, minimera mängden radioaktivt avfall och förbrukningen av naturresurser samt att minska kostnaden för att bygga och driva sådana anläggningar. Bättre möjligheter att genom fjärrvärme, fjärrkyla eller MHD tillvarata de stora värmeförlusterna nämns dock inte bland uppsatta mål. Ej heller behandlas fusionsreaktorteknik.
Namnet kommer från en traditionell uppdelning av de reaktortyper som använts och används, där generation I var prototypreaktorer, generation II var kommersiella reaktorer med viss standardisering i designen (de flesta reaktorer som idag drivs tillhör generation II), och generation III är de som byggts från ca 1990 och framåt, och har mer avancerade system. De reaktorer som idag byggs kallas ofta generation III+. Vissa av de typer som kallas generation IV har dock redan tidigare drivits storskaligt.

## Utsikter
De flesta av dessa reaktortyper förväntas i allmänhet inte vara tillgängliga för kommersiella byggen förrän framåt 2030. Undantaget är en version av Very High Temperature Reactor (VHTR), som antas bli nästa generationens kärnenergianläggning (NGNP). En första sådan NGNP beräknas vara färdigbyggd senast 2021. 
Nuvarande reaktorer i drift runt om i världen betraktas i allmänhet som andra eller tredje generationens system, där den första generationen är de som har tagits ur drift för en tid sedan. Den senaste kommersiella tekniken ges ofta beteckningen Gen III+.
En integrerad kärnenergimodell är central för en standardiserad och trovärdig ekonomisk utvärdering av fjärde generationens kärnkraftsystem. De innovativa nukleära system som behandlas inom generation IV kräver nya verktyg för ekonomisk bedömning, eftersom deras egenskaper skiljer sig väsentligt från de nuvarande kärnkraftverken i generation II och III. De nuvarande ekonomiska modellerna var inte utformade till att jämföra alternativa kärntekniker eller system, utan snarare till att jämföra kärnkraft med fossila alternativ. 

### Fördelar
De faktorer som GIF anför till förmån för fjärde generationens reaktorer i förhållande till existerande anläggningsteknik är främst
- Ett kärnavfall som bara varar i århundraden i stället för årtusenden.
- 100-300 gånger mer energiutbyte från samma mängd kärnbränsle.
- Möjligheten att förbruka existerande kärnavfall vid elproduktion. Dagens högaktiva kärnavfall kan mycket väl bli morgondagens kärnbränsle.[1]
- Möjligheten att använda andra kärnbränslen än uran har anförts av forskare utanför GIF-gruppen.

## Reaktortyper

Princip för högtemperaturreaktorn (VHTR)

Många reaktorer övervägdes inledningsvis av GIF, men listan skars ned för att fokusera på de mest lovande teknikerna och de som med största sannolikhet skulle klara målen i Gen IV-initiativet. Av de utvalda systemen är tre nominellt termiska reaktorer och tre är snabba reaktorer.  VHTR kommer också att granskas för sin potentiellt högkvalitativa processvärme för vätgasproduktion. De snabba reaktorerna erbjuder möjligheten att ”bränna” aktinider för att än mer minska högaktivt avfall och för att de kan få fram mer bränsle än vad de förbrukar. Dessa system lovar betydande framsteg kring uthållighet, säkerhet och tillförlitlighet, ekonomi, förhindrande av teknikspridning och arbetsskydd.

### Termiska reaktorer

#### Högtemperaturreaktor (VHTR)
Högtemperaturreaktor-konceptet använder en grafitmodererad kärna med engångstillförsel av uranet i bränslecykeln. Denna reaktorkonstruktion utlovar en utgående temperatur av 1000 °C, högre än hittillsvarande HTR-koncept. Reaktorhärdens design kan vara antingen prismatiska block eller pebble bed-reaktor. Höga temperaturer möjliggör tillämpningar såsom processvärme eller väteproduktion via den termokemiska svavel-jod cykeln. Den skulle också bli passivt säker.

#### Superkritiskt vattenkyld reaktor (SCWR)

Superkritiskt vattenkyld reaktorprincip (SCWR)

Den superkritiskt vattenkylda reaktorn (SCWR) är ett koncept som använder superkritiskt vatten som arbetsmedium. SCWR:s är i grunden lättvattenreaktorer (LWR) som arbetar med högre tryck och temperaturer med en direkt, engångspassage-cykel. Som man mest föreställt sig den, skulle den fungera med en direkt cykel, ungefär som en kokvattenreaktor (BWR), men eftersom den använder vatten vid superkritiskt tryck som arbetsmedium, skulle den ha enbart en fas närvarande, liksom tryckvattenreaktorn (PWR). Den skulle kunna fungera vid mycket högre temperaturer än både nuvarande PWR och BWR.
Superkritiskt vattenkylda reaktorer (SCWR) är lovande avancerade nukleära system på grund av deras höga termisk verkningsgrad (dvs cirka 45% jämfört med ca 33% effektivitet för nuvarande lättvattenreaktorer) och avsevärt förenklade anläggningar.
Den viktigaste uppgiften för SCWR blir att alstra billig elektricitet. Den bygger på två beprövade tekniker, lättvattenreaktorer, som är de vanligast förekommande reaktorerna hos kraftverksföretag världen över, och superkritiskt fossilbränsleeldade pannor, av vilka en stor del också används runt om i världen. SCWR-konceptet undersöks av 32 organisationer i 13 länder.

#### Saltsmältereaktor (MSR)

Princip för saltsmältereaktor (MSR)

En saltsmältareaktor (på svenska ibland även smältsaltreaktor) är en typ av kärnreaktor, där ett smält salt är kylmedium. Det har funnits många konstruktioner som tagits fram för denna typ av reaktor och en forskningsreaktor drevs under flera år. De tidiga koncepten och många av dagens versioner hade kärnbränslet upplöst i smälta fluoridsalt som urantetrafluorid (UF4). Vätskan skulle nå kriticitet genom att flyta in i en kärna, där grafit tjänade som moderator. Många av dagens koncept litar till bränsle som är spritt i grafitmatrisen, där det smälta saltet ger kylning vid hög temperatur men lågt tryck.
Reaktorer med flytande bränsle löser de stora frågorna om säkerhet. Risken för en större reaktorolycka minimeras och potentialen för olyckor i upparbetningen av kärnbränslet minskar. Reaktorn har också god neutronekonomi, då bränsle kan fyllas på och reaktorgifter avlägsnas under drift. Salt som kylmedel gör också att reaktorn inte behöver trycksättas nämnvärt för att nå höga temperaturer. Av uppenbara skäl så skulle risken för bränsleskador elimineras med flytande bränsle. Å andra sidan gör det cirkulerande bränslet att även delar utanför härden kommer utsättas för kraftig strålning.
Möjligheterna att ha en termisk bridreaktor gör att MSR ofta nämns som en tänkbar reaktortyp för toriumbränsle.

### Snabba reaktorer
Snabba reaktorer är nyare typer av bridreaktorer. Olika aspekter hos typerna med natrium (SFR) respektive bly som kylmedium (LFR) har utvärderats av EU:s Institute for Energy i Petten, Nederländerna. Detta har lett till en planerad Europeisk forskningssatsning på ca 100 miljarder kronor på dessa tre typer av snabba reaktorer, främst natriumkylda, som fransmännen har stor praktisk erfarenhet av, men också bly- och gaskylda reaktorer.
I april 2010 rapporteras om att professor Janne Wallenius på KTH har skissat på en blykyld forskningsreaktor, och hoppas att Sverige ska satsa pengar så att reaktorn kan stå klar 2022.
En fördel med att använda ett snabbt neutronspektrum är att bränslet, t.ex. uran, kan användas 50−100 gånger effektivare genom en sluten bränslecykel.

#### Gaskyld snabb reaktor (GFR)

Gaskyld snabb reaktorprincip (GFR)

Det gaskylda snabba reaktorsystemet (GFR) har ett spektrum av snabba neutroner och sluten bränslecykel för effektiv omvandling av fertilt uran och omhändertagande av aktinider. Reaktorn är heliumkyld, med en utgående temperatur på 850 ° C och med en direkt Braytoncykel-gasturbin för hög termisk verkningsgrad. Olika bränsleutformning övervägs för dessas möjligheter att arbeta vid mycket höga temperaturer och för att säkerställa att fissionsprodukter kan innehållas på bästa sätt: sammansatt keramiskt bränsle, avancerade bränslepartiklar eller keramiskt pläterade element med föreningar av aktinider. Konfigurering av reaktorkärnan övervägs bygga på stav- eller plattbaserade bränsleelement alternativt prismatiska block.

#### Blykyld snabb reaktor (LFR)

INL:s Blykyld snabb reaktorprincip (LFR)

En blykyld snabb reaktor har ett snabbt neutronspektrum av bly eller bly / vismut eutektikum (LBE) flytande metall-kyld reaktor med ett slutet bränslekretslopp. Alternativen uppvisar en rad anläggningsstorlekar. Bland andra finns ett "batteri" om 50 till 150 MW el som har mycket långt intervall mellan påfyllningar, ett modulsystem som är dimensionerat för 300 till 400 MW och en stor monolitisk anläggningsvariant på 1 200 MW. (Uttrycket batteri syftar på reaktorns långa livslängd, fabrikstillverkade kärna, och inte på någon förutsättning för elektrokemisk energiomvandling.) Bränslet är metall- eller nitridbaserat och innehåller fertilt uran och transuraner. LFR:en kyls genom naturlig konvektion med reaktorkylmedlets utloppstemperatur på 550 °C. Med avancerade material kan man möjligen nå upp till 800 °C. Den högre temperaturen möjliggör produktion av vätgas genom termokemiska processer.

#### Natriumkyld snabb reaktor (SFR)

Natriumkyld snabb reaktorprincip (SFR)

SFR är ett projekt som bygger på två närbesläktade befintliga projekt, den flytande metallkylda snabba bridreaktorn (LMFBR) och Integral Fast Reactor. 
Målen är att öka effektiviteten på uranutbytet genom att frambringa plutonium och eliminera behovet att transurana isotoper någonsin ska behöva lämna platsen. Reaktorns design använder en omodererad kärna, som körs på avstämda snabba neutroner, så att alla transurana isotoper ska konsumeras (och i vissa fall användas som bränsle). Utöver fördelarna med att avlägsna transuraner med långa halveringstider från avfallscykeln, så expanderar SFR bränslet, när reaktorn blir överhettad och kedjereaktionen saktar automatiskt ner. På detta sätt uppnås passiv säkerhet.
En Integral Fast Reactor eller IFR är en design för en kärnreaktor med specialiserad kärnbränslecykel. En prototyp av reaktorn byggdes, men projektet avbröts innan den hann kopieras på annat håll.
SFR-reaktorkonceptet kyls av flytande natrium och drivs på en metallegering av uran och plutonium. Bränslet finns i en stålkapsling med flytande natrium fyllt i ett utrymme mellan klädda delar som bildar bränsleelement. En av designutmaningarna i en SFR är riskerna med hantering av natrium, som reagerar explosivt, om det kommer i kontakt med vatten. Emellertid tillåter användningen av flytande metall istället för vatten som kylmedel, systemet att arbeta vid atmosfärstryck och reducerar risken för läckage.
BN-800, en natriumkyld snabb bridreaktor, kopplades in på Sverdlovsk elnät 10 december 2015. 

##### Bilateralt svensk-franskt samarbete
Den 12 augusti 2010 anslog den svenska regeringen 100 Mkr under fem år till ett svensk-franskt utvecklingssamarbete kring en ny reaktor av SFR-typ kallad ASTRID för MOX-bränsle. Sveriges beslut, som en tid var hemligstämplat, togs i utbyte mot att Frankrike medverkar i det internationella designsamarbetet kring och bidrar med 10 % av finansieringen för att uppföra neutronkällan European Spallation Source, ESS i Lund. ASTRID står för "Advanced sodium technological reactor for industrial demonstration".
I denna nyväckta svenska satsning på kärnteknikforskning ingår ett större svenskt-franskt samarbete, som också inbegriper forskning kring acceleratorteknik och klimatfrågor och som totalt omfattar över en halv miljard kronor. 
ASTRID är en kommande fransk avancerad forskningsreaktor, placerad i Marcoule i Provence i södra Frankrike. ASTRID konstrueras för 600 MW effekt och ska kunna köras på två sätt, dels som brännarreaktor dels som bridreaktor och blir en uppföljare till bridreaktorerna Phénix och Superphénix. Man ska dels försöka att bränna återtaget kärnavfall med plutonium- och americiuminnehåll, dels alstra nytt plutonium - ungefär lika mycket som man klyver. På så sätt kan reaktorn bli självförsörjande. Vetenskapsrådet, som ansvarar för den administrativa hanteringen av forskningsmedlen, har i maj 2012 beslutat om hur en första etapp ska fördelas.
Liknande natriumkylda reaktorer utvecklas i Indien, Ryssland, Kina och i Japan, där Monju i maj 2010 åter kom igång ett tag efter 15 års stillestånd, innan ett nytt missöde åter ställde av anläggningen. Fukushima-olyckan har dock ställt säkerhetsaspekterna för all ny kärnkraft på sin spets.

## Andra tentativa konstruktioner
Det finns andra mer eller mindre oprövade koncept som har det gemensamma att de arbetar med en extern neutronkälla. Därmed brinner inte kärnbränslet av sig själv som i dagens reaktorer. I stället underhålls kärnklyvningen av neutroner från en separat process, som lätt kan stängas av. Denna möjlighet att snabbt strypa neutronströmmen gör dessa hybridreaktorer säkrare än såväl dagens lättvattenreaktorer som många påtänkta snabba reaktorer.

### ADS
Begreppet ”energiförstärkare” lanserades 1993 av nobelpristagaren Carlo Rubbia som ett nytt och säkert sätt att producera energi från kärnbränslen. Energiförstärkaren utnyttjar en nästan färdig teknik, som i dag aktivt studeras över hela världen för att förbränna högaktivt avfall med partikelaccelerator till  ”gaspedal” och samtidigt producera energi från naturligt torium och utarmat uran. Den potentiella energiresurs som härrör från dessa bränslen uppskattas vara praktiskt taget obegränsad och jämförbar med den från fusion. Rubbia publicerade ett förslag till ett reaktorkoncept baserad på en protoncyklotron-accelerator med en strålenergi på 800 MeV till 1 GeV, och målet satt att ha torium som bränsle och bly som kylmedel.
Andra har kallat konceptet för ”Rubbiatron”, men det har på sistone mest refererats till som ett av ”Acceleratordrivna system” (ADS). Principen går ut på att acceleratorn genom spallation förser en underkritisk reaktor med de ytterligare neutroner, som krävs för att driva acceleratorn och ge ett överskott av energi för kraftproduktion. Forskningen på ADS drivs ju framåt även av det andra starka önskemålet - att den ska leda till vidgade möjligheter att ta hand om kärnkraftsavfall genom transmutation.

### Hybridsystem
Tänkbara förslagskombinationer av kärnfusion och fissionsprocesser såg dagens ljus redan på 1950-talet och förespråkades i förbigående av Hans Bethe under 1970-talet. Dessa förblev dock i stort sett outforskade, på grund av de ständiga förseningarna i att förverkliga den rena fusionen, till dess intresset återväcktes under 2009. System där fusionen baseras på tröghetsinneslutning eller tokamak har prövats, men inte svarat mot förväntningarna.
Uppsala-forskare lanserade 2012 ett nytt koncept, där fusionen får tjäna som "tändstift" för att driva kärnklyvningen i kärnbränslet. Detta ställer lägre krav på själva fusionsfunktionen än i en ren fusionsreaktor. Här är den helt integrerad placerad centralt i en runt 30 m hög koncentrisk reaktor. Till skillnad från den toroidformade Iter med sina komplicerade magnetfält för att hålla plasmat på plats, består hybridreaktorn alltså av ett rakt vakuumrör. Ett axiellt magnetfält inuti får plasmat att röra sig längs fältlinjerna fram och tillbaka mellan rörets ändar. Eftersom hela reaktorn är vertikal, kan det flytande blyet som kyler härden självcirkulera genom konvektion. Detta bidrar ytterligare till säkerheten, eftersom inga pumpar behövs för att hålla reaktorkylningen i gång efter ett eventuellt missöde.
Hybridreaktorns fusionsprocess ger visserligen bara en sjättedel så mycket effekt ut som den som matas in i den. Detta får man dock igen i fissionsprocessen, där utväxlingen ligger på 150 gånger.

## GIF
Generation IV International Forum (GIF) initierades i januari 2000 av Office of Nuclear Energy vid US Department of Energy's (DOE) "som en internationell samarbetssträvan som försöker utveckla den forskning som krävs för att testa genomförbarheten och prestanda för fjärde generationens kärnkraftssystem och att göra dem tillgängliga för industriellt utplacering senast 2030." Det bildades formellt 2001.

### Deltagarländer
- USA https://web.archive.org/web/20070205115654/http://nuclear.energy.gov/genIV/neGenIV1.html
- Storbritannien https://web.archive.org/web/20091217235855/http://www.dti.gov.uk/energy/sources/nuclear/technology/fission/page17924.html
- Sydkorea Webbsida på koreanska
- Sydafrika https://web.archive.org/web/20130125132921/http://www.eskom.co.za/live/index.php
- Japan https://web.archive.org/web/20040606032400/http://www.jaeri.go.jp/
- Frankrike Webbsida på franska
- Kanada http://www.aecl.ca/
- Brasilien Webbsida på portugisiska
- Argentina Webbsida på spanska

- Schweiz https://web.archive.org/web/20090422155441/http://www.psi.ch/index_e.shtml
- EU generation IV
- Kina
- Ryssland

Till de nio ursprungliga GIF-grundarna anslöt sig Schweiz 2002, Euratom 2003 och senast Kina och Ryssland 2006.
Nya kärnkraftsystem utvecklas också av andra stater och från andra önskemål än de som i dag ingår i GIF. I den mån sådana system uppfyller högt ställda krav och blir tillgängliga under den utsatta tidsramen kommer de också att betecknas Gen IV.